# Stockholms Negrer
STHLM NGR (tidigare Stockholms Negrer) är ett svenskt punkband främst aktiva med konserter och skivutgivning under andra halvan av 1980-talet. Under 90-talets första halva fortsatte de att spela mycket men gjorde inga fler skivinspelningar. Sångaren Michael Alonzo kom från bandet KSMB.
Under en period repade bandet i musikföreningen Musikcaféet Apromus lokaler i Solna, till vilken bland annat band som The Nomads också har kopplingar.

## Medlemmar
- Christian ”Totte” Alonzo
- John "Poppe" Schubert
- Michael Alonzo
- Rolf "Roffe" Elving
- Mats "Lutten" Larsson
- Johan Johansson

## Diskografi
Singlar:
- Jag Är En Vit Neger / Ge Mig Mera Pengar (1985) (singel)
- Fy Fan Svenska Flicka / Död åt alla (1985) (singel)
- Jag Älskar Min Fru / När döden slår till (singel) (1989)
- Kärlek / Hon kommer tillbaka (singel) (1989)

Album:
- Brutal disciplin (1985)
- Den vita apan (1986)
- Kärlek (1989)

Samlingar:
- Det förlovade landet: Samlade Pärlor (samling, 1996)